# (8193) Ciaurro
(8193) Ciaurro (1993 SF) – planetoida z grupy pasa głównego asteroid okrążająca Słońce w ciągu 3,4 lat w średniej odległości 2,26 au. Odkryta 17 września 1993 roku.